# Saint-Pierremont (Vosgi)
Saint-Pierremont è un comune francese di 152 abitanti situato nel dipartimento dei Vosgi nella regione del Grand Est.

## Società

### Evoluzione demografica
Abitanti censiti